# Hermosillo

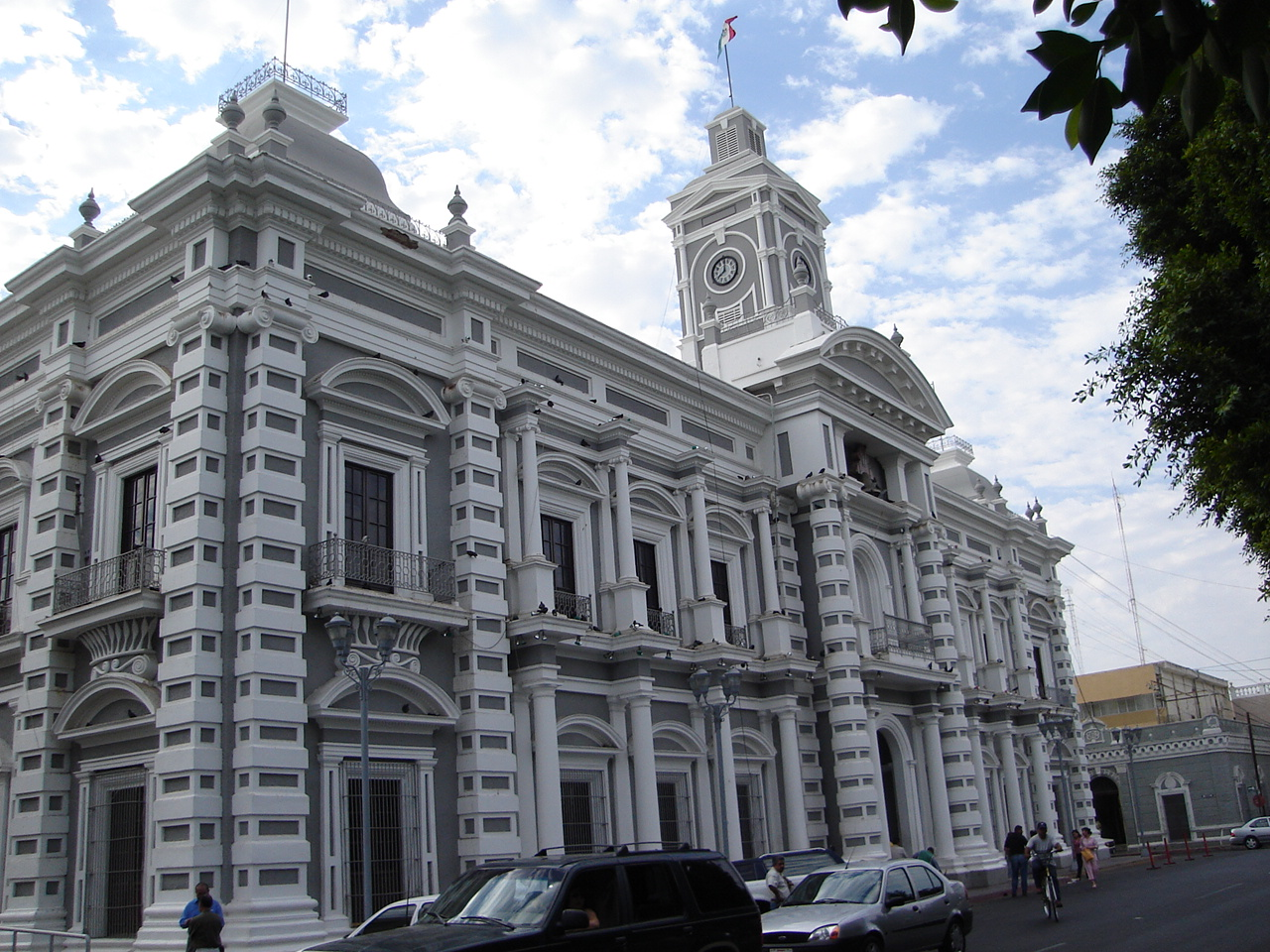
Palau de govern de l'estat de Sonora

Hermosillo és la capital de l'estat mexicà de Sonora. És al centre de l'estat i al nord-oest de Mèxic, a 29° 5′ N 110° 57′ O i a 270 km de la frontera amb els Estats Units. La població de la ciutat el 2005 era de 655.950 persones.
Fundat com un presidi amb el nom de Pitic, l'assentament va rebre l'estatus de vila a finals del segle xviii i el 1828 es va canviar el nom a Hermosillo en honor del general José María González de Hermosillo que el 1810 va lluitar per la independència de Mèxic a l'estat de Sinaloa. El 1879 es va convertir en la capital de l'estat de Sonora. Durant la Revolució Mexicana, Hermosillo va ser la capital de facto dels poders constitucionals de Mèxic durant cinc mesos, com a seu del gabinet de guerra de Venustiano Carranza.
En l'actualitat la indústria és l'activitat més important de l'economia de la ciutat, seguida de l'agricultura. La ciutat és seu de la planta de la fàbrica d'automòbils Ford Motor Company.